# HMS Eagle (1951)

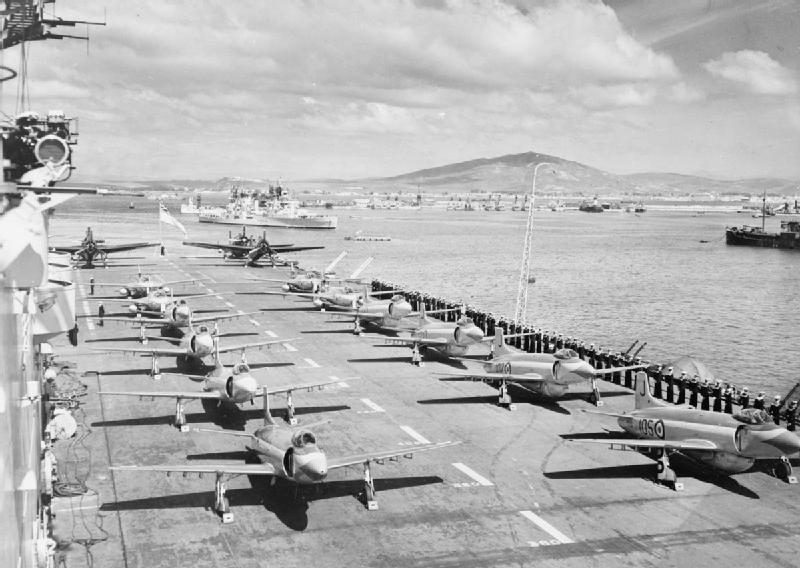
HMS Eagle ter hoogte van Gibraltar circa 1953: vooraan Supermarine Attackers, daarachter Hawker Seahawks en in de achtergrond onder meer Douglas A-1 Skyraiders

HMS Eagle was een vliegdekschip van de Britse Royal Navy uit de Audacious-klasse. Het deed dienst van 1951 tot 1972. Het was het zusterschip van HMS Ark Royal (R09).

## Geschiedenis
De bouw begon in 1942 op de scheepswerf van Harland and Wolff in Belfast. Het was een van de vier geplande vliegdekschepen in de Audacious-klasse, waarvan er na de Tweede Wereldoorlog twee geschrapt werden. Oorspronkelijk werd het schip aangeduid als de Audacious, maar in januari 1946 kreeg het de naam Eagle die eerst was voorbehouden voor een ander vliegdekschip dat geschrapt was. Het werd door prinses Elizabeth te water gelaten op 19 maart 1946 en kwam in actieve dienst in oktober 1951.
HMS Eagle kon toen zestig vliegtuigen vervoeren, waaronder de Westland Wyvern, Douglas A-1 Skyraider, Hawker Sea Hawk en De Havilland Sea Venom.
Het schip had aanvankelijk nog geen hoekdek (schuin aangelegd vliegdek). Bij een eerste modernisering tussen juni 1954 en februari 1955 werd het vliegdek een weinig schuin aangelegd. Daarna voer HMS Eagle naar de Middellandse Zee, waar ze in 1956 aan de Suezcrisis deelnam.
Van 1959 tot 1964 werd ze op de marinebasis van Devonport grondig gereviseerd en gemoderniseerd. Ze kreeg nieuwe radarsystemen, een hoekdek met een hoek van 8,5° ten opzichte van de scheepsas, een groter "eiland" en nieuwe katapulten en vangkabels. Als verdediging kreeg ze zes lanceerinstallaties voor Seacat-raketten. Daardoor werd de Eagle het grootste vliegdekschip in de Britse vloot. Ze werd opnieuw in dienst genomen in 1967. Na de revisie in 1964 had ze 45 vliegtuigen aan boord, waaronder de Blackburn Buccaneer, De Havilland Sea Vixen en Fairey Gannett.
Het was de bedoeling om de Eagle opnieuw aan te passen voor de grote McDonnell Douglas F-4 Phantom II, die de Royal Navy had besteld. Maar dat ging uiteindelijk niet door. Halverwege de jaren 1960 had de Britse regering besloten de vloot van vliegdekschepen te verkleinen, en de Eagle werd begin 1972 uit dienst genomen. Ze werd tot 1976 in reserve gehouden en diende als leverancier van wisselstukken voor haar zusterschip HMS Ark Royal. Daarna werd ze verkocht en in 1978 werd ze definitief verschroot.